# AHS Kryl
Kryl — перспективна польська колісна самохідна артилерійська установка калібру 155 мм. Створена компанією Huta Stalowa Wola з урахуванням досвіду роботи над САУ Krab.

## Історія
Компанія HSW розпочала роботи над САУ Kryl в 2011 році. Спочатку завдання було у розробці технічної та конструкторської документації та створенні прототипів САУ. Як шасі було обрано модель виробництва компанії Jelcz. Оскільки HSW не володіла технологіями виробництва стволів для гаубиць та не мала можливості їх опанувати в стислий термін, було вирішено звернутись до сторонніх постачальників. Серед варіантів можливої кооперації були розглянуті пропозиції французької Nexter та ізраїльської Elbit Systems. Після аналізу представлених пропозицій було вирішено співпрацювати з Elbit.
За планами, роботи над першим етапом мали бути завершені у 2015 році.
Тим часом, в другій половині 2013 року консорціум у складі HSW, WB Electronics, Wojskowa Akademia Techniczna та Wojskowe Zakłady Łączności № 2 отримав фінансування на створення автоматизованої системи команди та управління вогнем дивізійної 155-мм самохідної гаубиці Kryl. Проект мав бути завершений в 2017 році.
17 липня 2014 року компанія Jelcz представила нову модель автомобільного шасі створену спеціально для САУ Kryl.

## Конструкція
Основним озброєнням Kryl є гаубиця калібру 155 мм зі стволом 52 калібри завдовжки. Максимальна дальність вогню до 40 км. Гармата разом зі снарядами знаходиться на автомобільному шасі підвищеної прохідності виробництва компанії Jelcz. За вимогою міністерства оборони Польщі вся система придатна для перевезення транспортними літаками C-130 Hercules.
Через розташування важкої качної частини в задній частині машини було вирішено винести мотор вперед. Тому для САУ була створена нова модель шасі, Jelcz 663.32. Розташований під капотом перед кабіною мотор служить противагою розташованої позаду гармати. Кабіна броньована, здатна захистити обслугу гармати від куль, осколків, та підриву на мінах.
Машина обладнана дизельним двигуном MTU 6R106TD21, таким самим, як і у Jelcz 442.32. Цей 6-ти циліндровий двигун має робочий об'єм 7.2 л, розвиває максимальну потужність 240 кВат при 2200 обератах за хвилину. Максимальний момент обертання дорівнює 1300 Нм при 1200—1600 обертах за хвилину. Коробка передач механічна, 9-ти ступенева.
Ствол виробництва ізраїльської компанії Elbit. HSW заявила, що виробництво складових буде поступово локалізоване для серійних зразків.
Разом із створенням прототипу самохідної гаубиці тривала робота над створення системою управління вогнем дивізійної САУ Kryl. Готова система повинна надати можливість централізованого управління вогнем підрозділу озброєного САУ Kryl, РСЗВ WR-40 Langusta та Homar.